# Públio Dasúmio Rústico
Públio Dasúmio Rústico (em latim: Publius Dasumius Rusticus) foi um senador romano eleito cônsul em 119 com o imperador Adriano. Um mistério para os historiadores do período, Rústico é conhecido unicamente por seu consulado. Não se sabe por que motivo ele recebeu a grande honra de servir junto com o imperador e alguns historiadores especulam que ele pode ter sido um amigo de infância de Adriano. Contudo, Ronald Syme lembra que na Hispânia Bética, a província natal do imperador, apenas seis pessoas com o nome "Dasúmio" são conhecidas (nenhuma nas demais províncias da Hispânia).

## Outras pistas
Por algum tempo acreditou-se que Rústico seria o testamentado do Testamentum Dasumii, uma tese inicialmente proposta por Bartolomeo Borghesi. Segundo ela, uma herdeira nomeada no testamento chamada "Dasúmia" seria filha do testamentado, o que implicaria que ela era da gente "Dasúmia". Este argumento era amplamente aceito, o que forçou os especialistas a assumirem que o testamento era, numa primeira hipótese, Lúcio Dasúmio Adriano, procônsul da Ásia entre 106 e 107, e, mais tarde, o próprio Rústico. Porém, um novo fragmento da inscrição foi identificado e invalidou a tese de Borghesi. A identidade do testamentado continua incerta.
Também ligada a esta suposta associação com o Testamentum Dasumii, acreditava-se que Rústico seria o pai adotivo de Lúcio Dasúmio Túlio Tusco, cônsul em 152, mas, quando se descobriu que o nome do testamentador não era Dasúmio, deixou de existir qualquer evidência ligado os dois. Apesar disto, o historiador Olli Salomies nota que "o pai adotivo — desconhecido fora deste contexto — era certamente parente de Rústico".